# 鲫旋缝虫
鲫旋缝虫（学名：Spirosuturia carassii）为旋缝科旋缝虫属的动物。在中国，分布于湖南、湖北等，营寄生生活，寄生在鲫的膀胱、肾。